# Join Hands
Join Hands — второй студийный альбом британской рок-группы Siouxsie & the Banshees, выпущенный в Великобритании 7 сентября 1979 года звукозаписывающей компанией Polydor Records. Join Hands стал последним альбомом группы, в записи которого приняли участие Джон Маккей и Кенни Моррис. 22 сентября 1979 года альбом Join Hands вошёл в UK Singles Chart на #13, продержавшись в списках 4 недели. AllMusic прокомментировал, что «некоторые из [Join Hands '], похоже, сильно предвосхищают работу над вторым альбомом Joy Division, Closer, особенно» Placebo Effect «, чей звук гитары был явным источником вдохновения для песни манчестерской группы» Colony «.. В фильме „Контроль“ (2007) рукав „Join Hands“ показан)в сцене, где жена Яна Кертиса, Дебора, просматривает коллекцию записей своего мужа.

## Отзывы критики
Британская музыкальная пресса высоко оценила альбом, отметив его странности и зловещий привкус. Еженедельник Record Mirror в сентябре 1979 года назвал альбом „быстровоспламеняющимся“, наполненным „ощущением опасности“; с ним (согласно рецензии) Banshees стали „непререкаемыми лидерами рок-психопатии“: „Banshees эксплуатируют увлеченностью людей всем зловещим и потому привлекают к себе нездоровое внимание“.
Рецензент отметил иконоборческую „Icon“, „Premature Burial“ (по мотивам одноимённого фильма Роджера Кормана), „Playground Twist“ объединяющую темы детской наивности и смерти в единое целое. Трек „Mother“ рецензент называет действительно „ужасным“ — в хичкоковском смысле этого слова.
Высоко оценил альбом и Джон Сэвидж в Melody Maker, отметив первый трек „Poppy Day“ (написанный под впечатлением от посещения военного кладбища во Фландрии), „Placebo Effect“ и „Icon“
Противоположную точку зрения выражает Дэвид Клири, рецензент Allmusic: альбом, на его взгляд, плохо записан, Сьюзи здесь явно не в форме, аранжировки затянуты, бесцветны, статичны и бесформенны.

## Список композиций
Авторы всех песен — Sioux, McKay, Morris, Severin (кроме специально отмеченных) 

### Оригинальный релиз
1. „Poppy Day“
2. „Regal Zone“
3. „Placebo Effect“
4. „Icon“
5. „Premature Burial“
6. „Playground Twist“
7. „Mother“ (текст — Sioux) / „Oh Mein Papa“ (John Turner, Geoffrey Parsons, Paul Burkhard)
8. „The Lords Prayer“ (трад. аранжировка Siouxsie & the Banshees)

### Перевыпуск 2006 (ремастеринг)
- Бонус-треки:

1. „Love in a Void“ (7» AA-Side)
2. «Infantry» (ранее не издававшийся трек)

## Участники записи
- Siouxsie Sioux — вокал, фортепиано
- John McKay — гитара, саксофон
- Steven Severin — бас-гитара, синтезатор
- Kenny Morris — ударные, перкуссия
- Nils Stevenson & Mike Stavrou — продюсеры
- Adrian Boot — фотография
- John Maybury — иллюстрации
- Ian Morais — ассистент
- Rob O’Connor — дизайн